# 한국종합화학공업
한국종합화학공업(韓國綜合化學工業, Korea Integrated Chemical Inc.)은 1973년부터 2001년까지 존속하였던 대한민국의 공기업이자 화학 공업 지주 회사이다.

## 개요
대한민국 정부의 중화학 공업 육성 정책에 따라 1961년 설립된 충주비료(1비, 당시 충청북도 충주시 목행동 소재)와 1963년 설립된 호남비료(2비, 당시 전라남도 나주군 나주읍 송월리 소재)가 1973년 합병한 회사로, 출범 당시부터 1980년까지는 요소 비료를 생산하는 한편, 지주 회사로서 산하에 비료 회사 및 석유화학, 알코올 제조 회사를 설립 및 경영하였으며, 1996년부터는 수산화 알루미늄을 대한민국에 독점 생산, 공급하였다.

## 연혁

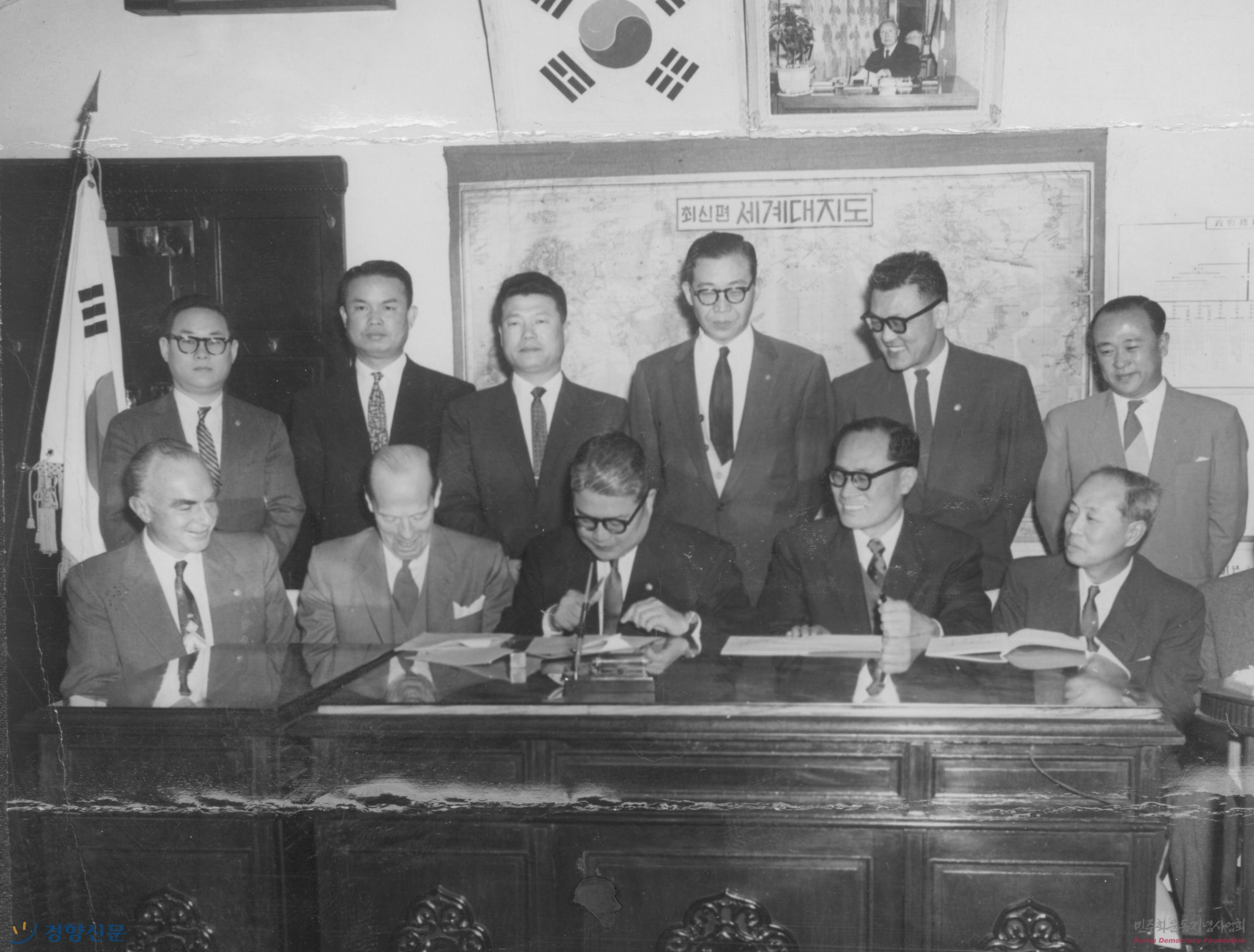
호남비료공장운영 역무대행계약을 체결하는 모습

- 1972년 1월 : 대한민국 정부가 충주비료와 호남비료를 통합한 회사 설립을 결의하고 특별법 제정 및 자금 지원방안 상정[1]
- 1972년 3월 : 경제장관회의에서 충주비료 및 호남비료를 한국종합화학공업으로 통합 의결[2]
- 1972년 11월 : 대한민국 상공부, 한국종합화학공업(주) 발족 절차 마련[3]
- 1973년 3월 : 한국종합화학공업(주) 정식 발족, 초대 사장에 백선엽 임명[4]
- 1973년 4월 : 본사를 충주공장으로 이전[5]
- 1973년 10월 : 충주공장 내 제6비료공장(암모니아센터) 준공[6]
- 1976년 11월 : 여천석유화학단지에 자회사 호남에틸렌 공장 기공[7]
- 1977년 8월 : 미국 아그리코 합작 자회사 남해화학, 여천 석유화학단지에 비료공장 준공(7비)[8]
- 1978년 11월 : 대한민국 정부의 민영화 방침에 따라 3개 석유화학 자회사(호남에틸렌, 호남석유화학, 한국에탄올) 매각[9]
- 1980년 3월 : 충주 제1공장 및 나주공장 비료 생산 중지
- 1980년 4월 : 자회사 한국에타놀(주) 흡수합병[10]
- 1982년 5월 : 나주 옥탄올 공장 완공[11]
- 1983년 2월 : 비료산업 합리화 조치로 충주공장 폐쇄. 화학비료 제조업 중단[12]
- 1984년 2월 : 나주 옥탄올공장 (주)럭키(현 LG화학)에 매각[13]
- 1984년 10월 : 울산 에탄올공장 대한주류공업협회에 매각[14]
- 1985년 3월 : 충주공장 및 생산시설 매각, 지주회사로 전환[15]
- 1987년 : 대한민국 정부, 한국종합화학공업 자회사 단계적 매각 결정
- 1991년 9월 : 정밀화학업체로 전환 선언(수산화알루미늄, 불소수지, 희토류정제, CFC대체물질 개발 등)[16]
- 1994년 12월 : 대한민국 정부 지분 한국산업은행에 매각, 정부투자기관에서 특수공익법인으로 전환[17]
- 1996년 2월 : 대불산업단지에 수산화알루미늄 공장 준공[18]
- 1998년 10월 : 자회사 남해화학 지분을 농업협동조합중앙회에 매각
- 2000년 : 재무구조 악화로 청산 방침 확정, 매각 협상[19]
- 2001년 6월 : 청산. 공장부지 및 건물은 대주중공업에 매각, 한국화학(현 KC(케이씨))으로 재창립[20]

## 산하 기업체
다음은 한국종합화학공업 산하에 있었던 기업체들이다.
- 남해화학 : 비료 제조 업체. 1998년 농업협동조합중앙회에 매각.
- 영남화학(현 팜한농) : 비료 제조 업체. 1987년 동부그룹에 매각. 2015년 LG그룹에 재매각.
- 진해화학 : 비료 제조 업체. 1987년 한일그룹에 매각. 1998년 폐업.
- 한국비료(현 롯데정밀화학) : 1994년 삼성그룹에 반환. 2016년 롯데그룹에 매각.
- 동서석유화학 : 1987년 한일그룹에 매각. 1998년 일본 아사히 카세이에 재매각.
- 동해펄프(현 무림P&P) : 목재펄프 제조업체.
- 한주 : 열병합발전 및 정제염 제조업체. 1987년 민영화.
- 한양화학(현 한화솔루션) : 1982년 한국화약그룹(현 한화그룹)에 매각.
- 호남석유화학(현 롯데케미칼) : 1980년 롯데그룹에 매각.
- 호남에틸렌(현 DL케미칼) : 1980년 대림그룹에 매각.
- 한국에타놀 : 1980년 흡수합병 후 1984년 대한주류공업협회에 매각.
- 한국카프로락탐(현 카프로) : 1974년 효성그룹에 매각.

## 같이 보기
- KC
- 남해화학
- 한국산업은행
- 카프로
- 동서석유화학
- 진해화학
- 한국비료공업